# Месуламе Ракуро
Месуламе Ракуро (на английски: Mesulame Rakuro) е фиджийски лекоатлет, специализиран в хвърлянето на диск и тласкането на гюле.

## Биография
Роден на 15 май 1932 г. в Найлага, провинция Ба, Ракуро е учител. Той се състезава както в хвърлянето на диск, така и в щафетата 4 x 110 ярда на Игрите на Британската империя и Британската общност през 1954 г., преди да бъде избран да представлява Фиджи на Летните олимпийски игри през 1956 г. – първото участие на страната в олимпиада. Той се класира за финалния кръг, в който завършва петнадесети. 
През 1958 г. Ракуро представлява Фиджи на Игрите за независимост в Малая през следващата година и отново е избран да участва в Игрите на Британската империя и Британската общност от 1958 г., където завършва пети. След игрите той се състезава в лекоатлетическа среща на Британската общност срещу Великобритания, проведена в Лондон през август 1958 г., където поставя рекордът на Фиджи за хвърляне на диск от 51,84 м. Рекордът остава ненадминат 61 години, до 2019 г., когато е подобрен от Мустафа Фол.
Ракуро се състезава на летните олимпийски игри през 1960 г., но не успява да премине квалификационния кръг. Ракуро е първият знаменосец на Фиджи на олимпийски игри, като носи флага на държавата си на церемониите по откриването на летните олимпиади през 1956 и 1960 г.
През 1963 г. печели злато както в хвърлянето на диск, така и в тласкането на гюле на Игрите на Южния Пасифик. В следващото издание на игрите през 1966 г. той отново печели златен медал.
Ракуро умира на 13 юни 1969 г., едва 37-годишен, в дома си в тренировъчната ферма „Драса“. Той е включен в Спортната зала на славата на Фиджи през 1991 г.